# International Journal of Information Security
International Journal of Information Security is een internationaal, aan collegiale toetsing onderworpen wetenschappelijk tijdschrift op het gebied van de informatiesystemen, software engineering en theoretische informatica. De naam wordt in literatuurverwijzingen meestal afgekort tot Int. J. Inform. Secur. Het wordt uitgegeven door Springer Science+Business Media.